# Mama Gogo: The Series
Mama Gogo: The Series (tiếng Thái: แม่มาคุม...หนุ่มบาร์ร้อน; RTGS: Mae Ma Khum... Num Baron) là một bộ phim truyền hình Thái Lan phát sóng năm 2022 với sự tham gia của Cris Horwang, Thanat Lowkhunsombat (Lee) và Paweenut Pangnakorn (Pookie).
Bộ phim được đạo diễn bởi Tichakorn Phukhaotong và sản xuất bởi GMMTV cùng với Hard Feeling Film. Đây là một trong 16 dự án phim truyền hình trong năm 2021 được GMMTV giới thiệu trong sự kiện "GMMTV 2021: The New Decade Begins" vào ngày 3 tháng 12 năm 2020. Tuy nhiên, bộ phim bị lùi lại sang năm 2022, được phát sóng vào lúc 20:30 (ICT), Chủ nhật trên GMM 25 và có mặt trên nền tảng trực tuyến AIS Play lúc 22:30 (ICT) cùng ngày, bắt đầu từ ngày 12 tháng 6 năm 2022. Bộ phim kết thúc vào ngày 28 tháng 8 năm 2022.

## Diễn viên

### Diễn viên chính
- Cris Horwang vai Annie
- Thanat Lowkhunsombat (Lee) vai Chen
- Paweenut Pangnakorn (Pookie) vai Tina

### Diễn viên phụ
- Way-ar Sangngern (Joss) vai Kayu
- Pirapat Watthanasetsiri (Earth) vai Kampan
- Chanunphat Kamolkiriluck (Gigie) vai Kungten
- Chinnarat Siriphongchawalit (Mike) vai Chok
- Sivakorn Lertchuchot (Guy) vai Yut
- Suphakorn Sriphothong (Pod) vai Mudaeng
- Jirakit Kuariyakul (Toptap) vai Auto
- Sattabut Laedeke (Drake) vai Mikhael
- Apichaya Saejung (Ciize) vai Fifa
- Chanagun Arpornsutinan (Gunsmile) vai Huge
- Nat Sakdatorn vai Ball
- Puttachat Pongsuchat (Tui Tui) vai Sui

### Khách mời
- Darina Boonchu (Nancy) vai Pupae (Tập 1)
- Patara Eksangkul (Foei) vai Dome (Tập 1, 11)
- Watthanachai Treedecha vai Pramote (Tập 2)
- Krittaphat Chanthanaphot (Pong) vai Guang (Tập 5)
- Tipnaree Weerawatnodom (Namtan) vai Kiwi (Tập 12)

## Nhạc phim
| Tên bài hát                 | Thể hiện                                           | Ref.  |
| --------------------------- | -------------------------------------------------- | ----- |
| ว่างอยู่ (Available) (Wang Yu) | Ployshompoo Supasap (Jan) Apichaya Saejung (Ciize) | [ 4 ] |

## Đón nhận

### Rating truyền hình Thái Lan
- Trong bảng dưới đây, màu xanh biểu thị rating thấp nhất và màu đỏ biểu thị rating cao nhất.

| Tập        | Khung giờ (UTC+07:00) | Ngày phát sóng      | Tỷ lệ rating trung bình | Ref.   |
| ---------- | --------------------- | ------------------- | ----------------------- | ------ |
| 1          | Chủ nhật, 20:30       | 12 tháng 6 năm 2022 | 0.187%                  | [ 5 ]  |
| 2          | Chủ nhật, 20:30       | 19 tháng 6 năm 2022 | 0.159%                  | [ 6 ]  |
| 3          | Chủ nhật, 20:30       | 26 tháng 6 năm 2022 | 0.144%                  | [ 7 ]  |
| 4          | Chủ nhật, 20:30       | 3 tháng 7 năm 2022  | 0.108%                  | [ 8 ]  |
| 5          | Chủ nhật, 20:30       | 10 tháng 7 năm 2022 | 0.206%                  | [ 9 ]  |
| 6          | Chủ nhật, 20:30       | 17 tháng 7 năm 2022 | 0.170%                  | [ 10 ] |
| 7          | Chủ nhật, 20:30       | 24 tháng 7 năm 2022 | 0.148%                  | [ 11 ] |
| 8          | Chủ nhật, 20:30       | 31 tháng 7 năm 2022 | 0.102%                  | [ 12 ] |
| 9          | Chủ nhật, 20:30       | 7 tháng 8 năm 2022  | 0.096%                  | [ 13 ] |
| 10         | Chủ nhật, 20:30       | 14 tháng 8 năm 2022 | 0.136%                  | [ 14 ] |
| 11         | Chủ nhật, 20:30       | 21 tháng 8 năm 2022 | 0.090%                  | [ 15 ] |
| 12         | Chủ nhật, 20:30       | 28 tháng 8 năm 2022 |                         |        |
| Trung bình | Trung bình            | Trung bình          | – 1                     | – 1    |

^1  Dựa trên tỷ lệ rating trung bình mỗi tập.